# لورين روبرتس
لورين روبرتس (بالإنجليزية: Loren Roberts)‏ هو لاعب غولف أمريكي، ولد في 24 يونيو 1955 في سان لويس أوبيسبو في الولايات المتحدة.

## وصلات خارجية
- لورين روبرتس على موقع رابطة لاعبي الغولف المحترفين (الإنجليزية)
- لورين روبرتس على موقع التصنيف العالمي الرسمي للغولف (الإنجليزية)